# Gulabi Gang

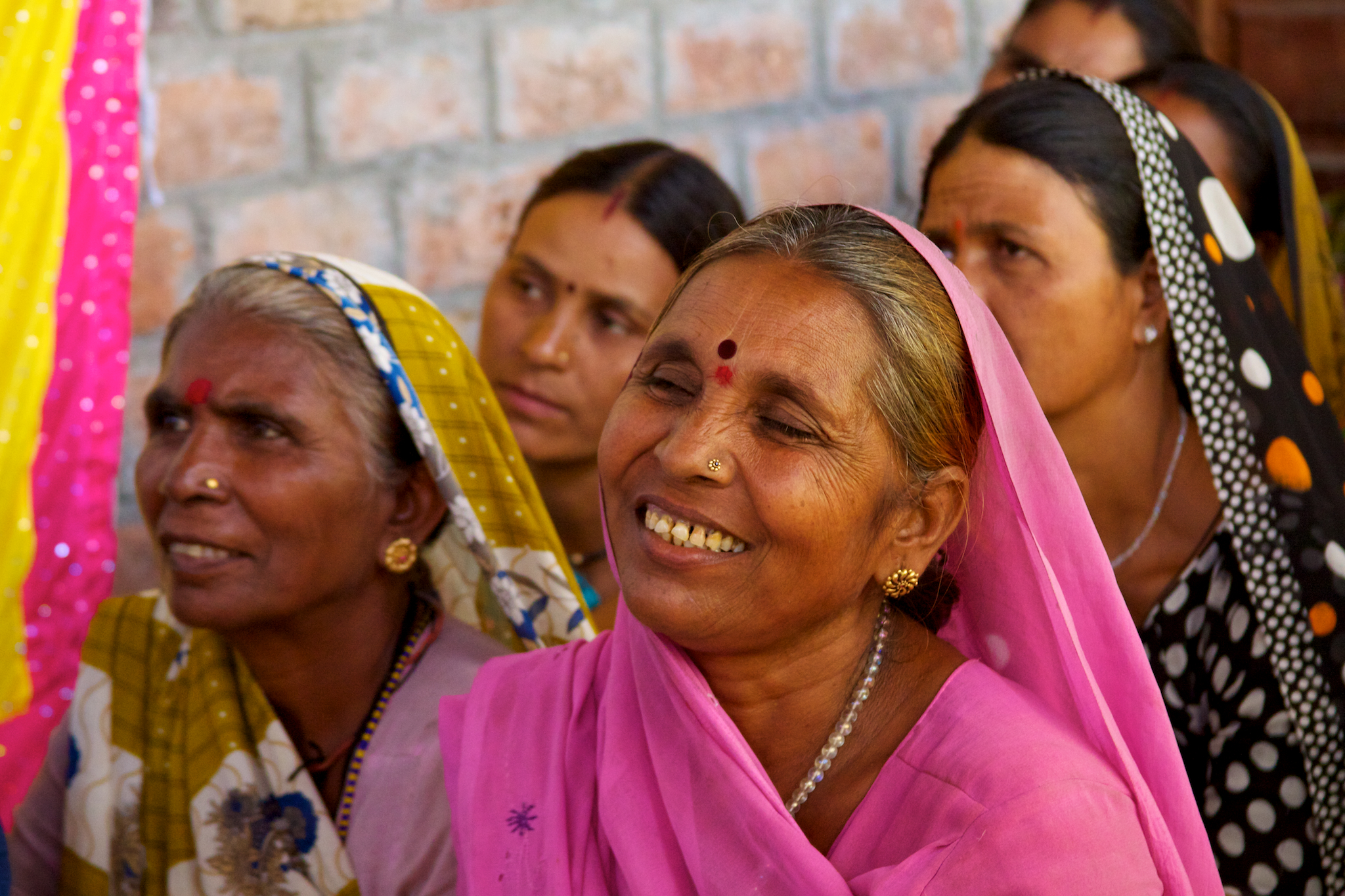
Eine Vertreterin der Gulabi Gang in Uttar Pradesh (2010)

Die Gulabi Gang ist ein Zusammenschluss indischer Frauen im nördlichen Bundesstaat Uttar Pradesh, der sich für Frauenrechte und gegen soziale Ungerechtigkeit einsetzt. Das Hindi-Wort gulabi (गुलाबी) bedeutet „rosa“. Die Farbe wird in Indien nicht als feminine Farbe wahrgenommen. Die Gründerin der Gulabi Gang, Sampat Pal Devi, hat diese Farbe nach eigener Aussage gewählt, da sie nicht von einer politischen Gruppe oder Partei verwendet wird. Charakteristisch für die Frauen, die der Gulabi Gang angehören, sind pinkfarbene Saris und Schlagstöcke aus Bambus (Lathi), die üblicherweise von Polizeiangehörigen getragen werden.
Ins Leben gerufen wurde die Gulabi Gang 2006 durch Sampat Pal Devi. Die Mutter von fünf Kindern brachte einen Stein ins Rollen, indem sie zum Stock griff und mit Verstärkung einiger Frauen einen Polizisten verprügelte. Daraufhin wiederholte sie dieses und ging vehement gegen gewalttätige Männer und Polizisten vor, die sich weigerten, Vergewaltigungs- und Missbrauchsfälle zu untersuchen. Gegen Devi laufen mittlerweile verschiedene Strafverfahren. „Wir sind nicht gewalttätig und setzen unsere Stöcke erst dann ein, wenn unsere Selbstachtung mit Füßen getreten wird. Dann bekommen die Gesetzeshüter eine Kostprobe von der Wut der Frauen“, erklärte Sampat Pal Devi das Vorgehen der Aktivistinnen. Die Frauen versuchen auch die im indischen Beamtenapparat nicht selten anzutreffende Korruption einzudämmen, indem sie bereits 2008 Fair-Price-Läden, die das Gemüse auf dem Schwarzmarkt verscherbelten, anstatt es zu subventionierten Preisen an die Armen zu verkaufen, überwachten.
Mittlerweile haben sich bereits 150.000 Frauen in der „Gulabi Gang“ zusammengeschlossen. Sie stellen durch ihre Aktionen Öffentlichkeit her.
Die Gulabi Gang ist Thema des Films Pink Saris (2010) von Kim Longinotto sowie des Dokumentarfilms Gulabi Gang (2012) von Nishtha Jain. Die Gulabi Gang wurde in dem Spielfilm Gulaab Gang, mit Madhuri Dixit und Juhi Chawla in den Hauptrollen, thematisiert.